# Aloe dichotoma
Aloe dichotoma е растение от семейство Асфоделови.

## Разпространение
Aloe dichotoma е пустинен вид растение обитаващо пусти и каменисти места на Южна и Югозападна Африка. В миналото стъблата му са използвани от местните племена за приготвяне на колчани за стрели.

## Описание
Видът представлява вечнозелено дървовидно растение достигащо височина от 9 m. Стволът на дървото е дебел като в своята основа достига до диаметър от 1 m. Стволът е почти вертикален със сиво-бял цвят на кората. Клоните са също голи и завършват с розетка от дебели синьо-зелени линейно-ланцетни листа покрити с восъковиден налеп. Листата са с дължина до 40 cm и щирина в основата да 6 cm. По цялата си дължина са с назъбени краища.